# Natolewiczki
Natolewiczki [pronunciación en polaco: /natɔlɛˈvit͡ʂki/] (en alemán: Neu Natelfitz) es un pueblo en el distrito administrativo de Gmina Płoty, dentro del Distrito de Gryfice, Voivodato de Pomerania Occidental, en el noroeste de Polonia. Se encuentra aproximadamente 13 kilómetros al noreste de Płoty, 11 kilómetros al este de Gryfice, y 75 kilómetros al noreste de la capital regional, Szczecin.